# Peter Dante
Peter Francis Dante (West Hartford, 16 dicembre 1968) è un attore e comico statunitense che appare spesso nei film della Happy Madison Productions insieme al suo amico Adam Sandler.

## Carriera
I ruoli di Dante sono solitamente al fianco di Jonathan Loughran e/o Allen Covert, oltre ad apparire in numerose produzioni della Happy Madison Productions. 
Nel 1998 ha recitato nel ruolo del quarterback Gee Grenouille in The Waterboy mentre l'anno successivo ha interpretato il personaggio dell'avvocato Tommy nel film Big Daddy di Adam Sandler.  
Tra gli altri ruoli, si ricordano i personaggi di Peter in Little Nicky - Un diavolo a Manhattan (2000), Murph "Murphy" in Mr. Deeds (2002), una guardia di sicurezza in 50 volte il primo bacio (2004) e Dante in Il ragazzo della nonna (2006), film di cui è stato anche produttore.
Nel 2007 ha interpretato un vigile del fuoco nel film Io vi dichiaro marito e... marito e l'anno seguente era Danny Guiterrez in Strange Wilderness. Ha anche interpretato il ruolo del figlio di Steve Spirou nel film di Adam Sandler Indovina perché ti odio del 2012.
Nel 2013 ha recitato in Un weekend da bamboccioni 2 come l'agente Peter Dante, che è stato accoppiato con il personaggio di Shaquille O'Neal, l'agente Fluzoo.
Quella è stata l'ultima produzione di Happy Madison in cui è stato coinvolto, seguita da apparizioni negli episodi di Typical Rick e Sugar and Toys. 
Il 19 settembre 2020 Dante è stato arrestato a Los Angeles dopo un alterco con il suo vicino. È stato registrato nella prigione della contea di Los Angeles e rilasciato quella notte dopo aver pagato una cauzione di $ 50.000. Secondo i rapporti della polizia, Dante è stato infastidito dai forti rumori dei lavori di costruzione in corso nella residenza del vicino e avrebbe "minacciato di ucciderlo" e di danneggiare sua moglie e i suoi figli. 
L'ultima produzione cinematografica in cui ha lavorato è stata il film indipendente The Pizza Joint uscito nel 2021.

## Musica
Dante è anche musicista e cantautore. Ha registrato con Adam Sandler e Buck Simmonds ed è un membro del gruppo musicale Rad Omen insieme a Dirt Nasty, DJ Troublemaker, Steven Laing e Benji Madden. 
Nel 2011 ha pubblicato il suo album di debutto Peace, Love, and Freedom. 
È anche apparso in un video musicale con Afroman nel 2015. 
A partire dal 2020, le sue canzoni più popolari sono "Dirty Road" e "My Purple Tree And Me", una collaborazione con l'artista indipendente Shadoe.

## Formazione scolastica
Dante ha trascorso un anno post laurea (1987-1988) presso la Fork Union Military Academy giocando a calcio e lacrosse. In un'intervista ha dichiarato che "è stata una bella esperienza andare nel sud". 
Si è laureato alla Hofstra University, dove ha giocato a lacrosse. È stato assistente allenatore per la squadra di lacrosse alla Loyola Marymount University per la stagione 2011 e ha allenato molte squadre di club, inclusa la squadra di lacrosse Riptide, che è arrivata ai campionati statali. 

## Filmografia

### Cinema
- Prima o poi me lo sposo (The Wedding Singer), regia di Frank Coraci (1998)
- Waterboy (The Waterboy), regia di Frank Coraci (1998)
- Matters of Consequence, regia di Morgan Higby Night (1999)
- Big Daddy - Un papà speciale (Big Daddy), regia di Dennis Dugan (1999)
- Little Nicky - Un diavolo a Manhattan (Little Nicky), regia di Steven Brill (2000)
- Mr. Deeds, regia di Steven Brill (2002)
- Dickie Roberts - Ex Piccola Star (Dickie Roberts: Former Child Star), regia di Sam Weisman (2003)
- El santuario, regia di Milos Twilight (2003)
- Fratelli per la pelle (Stuck on You), regia di Peter e Bobby Farrelly (2003)
- 50 volte il primo bacio (50 First Dates), regia di Peter Segal (2004)
- Cocco di nonna (Grandma's Boy), regia di Nicholaus Goossen (2006)
- Io vi dichiaro marito e... marito (I Now Pronounce You Chuck & Larry), regia di Dennis Dugan (2007)
- Strange Wilderness, regia di Fred Wolf (2008)
- Costa Rican Summer, regia di Jason Matthews (2010)
- Mia moglie per finta (Just Go with It), regia di Dennis Dugan (2011)
- Bucky Larson: Born to Be a Star, regia di Tom Brady (2011)
- Jack e Jill (Jack and Jill), regia di Dennis Dugan (2011)
- Indovina perché ti odio (That's My Boy), regia di Sean Anders (2012)
- Un weekend da bamboccioni 2 (Grown Ups 2), regia di Dennis Dugan (2013)
- The Pizza Joint, regia di William Leonardo Molina (2021)

### Televisione
- The Jeff Foxworthy Show – serie TV, episodio 1x02 (1995)

- The Larry Sanders Show – serie TV, episodi 4x02-4x12-5x01 (1995-1996)
- The King of Queens – serie TV, episodio 9x09 (2007)
- The Wife & Times of Teddy Berman – serie TV (2008)
- Pretend Time – serie TV, episodio 2x07 (2011)
- Typical Rick – serie TV, episodio 2x03 (2017)

## Doppiatori italiani
Nelle versioni in italiano delle opere in cui ha recitato, Peter Dante è stato doppiato da:
- Vittorio De Angelis in Big Daddy - Un papà speciale, Cocco di nonna
- Gianluca Machelli in Un weekend da bamboccioni 2
- Fabio Boccanera in Waterboy
- Francesco Pezzulli in Little Nicky - Un diavolo a Manhattan